# Johannes Askolin
Johannes Askolin, född 11 november 1843 i Borgnäs, död 14 mars 1912 i Borgå, var en finländsk affärsman. 
Askolin inköpte 1865 en livsmedelsaffär i Borgå och drev sedan rörelsen som grosshandel från mitten av 1870-talet samt idkade export av spannmål och trävaror på egna kölar (F:ma Joh. Askolin, sedermera Oy Joh. Askolin Ab, omkring 350 anställda 1971). Han förvärvade på 1880- och 1890-talet omkring 20 000 hektar östnyländsk skogsmark och flera betydande egendomar, bland annat Forsby och Isnäs, på vilka han uppförde stora sågverk. Bolagets industrier på Forsby och Isnäs jämte drygt 5 000 hektar skogsmark inköptes 1971 av Rauma-Repola Oy, medan Forsby gård och omkring 5 000 hektar skog och 500 hektar åker kvarblev i den askolinska familjens ägo. Han tilldelades kommerseråds titel 1895.